# Baldassare Donato
Baldassarre Donato (o anche Donati) (1525-1530 – giugno 1603) è stato un compositore e cantore italiano, vissuto nella Repubblica di Venezia, appartenente alla scuola veneziana del tardo rinascimento.
Egli fu maestro di cappella della prestigiosa Basilica di San Marco a Venezia alla fine del XVI secolo e una figura di primo piano nello sviluppo della musica profana italiana ed in ispecie della villanella.

## Biografia
Sulla prima parte della sua vita non esistono notizie certe; non si sa dove sia nato. La prima notizia sul suo nome la si trova nei libri della Basilica di San Marco nel 1550, dove lo si trova come cantore e quindi nel 1562 come istruttore di canto dei ragazzi del coro. Quando Gioseffo Zarlino prese il posto di maestro di cappella da Cipriano de Rore nel 1565, Donato venne retrocesso a semplice cantore; il conflitto fra i due sembra sia stato motivato da attriti nella cappella di san Marco e culminò in una lite pubblica nel 1569 nel corso dei festeggiamenti per la festività di san Marco, suscitando scandalo fra la gente. Nel 1577 Donato assunse un alto incarico nella scuola della Chiesa di san Rocco, un'altra importante chiesa di Venezia con una notevole tradizione musicale e con una cappella musicale molto importante. In ogni caso non restò molto in quel posto dimettendosi nel 1580. Nel 1588 divenne assistente al maestro di cappella di san Marco, mentre Zarlino era ancora in vita (nulla si sa sul motivo della riconciliazione), e nel 1590 assunse l'incarico di maestro di cappella tolto al suo ex antagonista mentre era ancora in vita.

## Musica e influenze
Donato rappresentò una corrente innovativa nel seno della scuola veneziana, che rappresentava già una corrente di progresso rispetto alle altre scuole italiane ed in particolare della scuola romana.
La corrente progressista era composta oltre che da Donato, da Giovanni Croce, Andrea e Giovanni Gabrieli; la componente conservatrice faceva invece capo a Zarlino, Cipriano de Rore e Claudio Merulo, che tendevano a seguire gli insegnamenti della scuola franco fiamminga che furono i più diffusi nella musica europea fino a dopo la metà del secolo.
La musica sacra di Donato è la parte più conservatrice della sua produzione, normalmente legata all'uso della polifonia nello stile di Palestrina ma aggiungendo parte dei grandi effetti policorali dei Gabrieli. A dispetto del suo evidente disprezzo per il conservatorismo di Zarlino, egli assorbì parte del suo stile e dei suoi insegnamenti come si può osservare nell'uso del contrappunto e delle dissonanze, almeno quando, deliberatamente, componeva nello stile della scuola franco fiamminga.
Probabilmente, la sua maggiore importanza nella storia della musica risiede nello sviluppo della villanella ed una forma leggera di madrigale nella musica profana. 
Alcune di queste opere erano state composte per la danza ed erano di tipo popolare. Essi erano simili alle chanson francesi ed avevano delle melodie orecchiabili basate su dei ritmi incrociati e non sulla polifonia ed il cromatismo propri del madrigale della metà del secolo. 
Donato scrisse anche dei madrigali più tradizionali oltre che a salmi, mottetti e musiche cerimoniali.